# Серпень 2018
Серпень 2018 — восьмий місяць 2018 року, що розпочався в середу 1 серпня та закінчився в п'ятницю 31 серпня.

## Події
- 1 серпня
  - Сенат США ухвалив оборонний бюджет у розмірі $ 727 млрд на 2019 фінансовий рік, в якому $ 250 млн передбачено для допомоги Україні[1].
- 2 серпня
  - Правоохоронці заарештували трьох громадян України, пов'язаних із кіберзлочинами хакерської групи FIN7[2].
  - Компанія Apple Inc. першою із американських компаній досягла ринкової вартості в 1 трильйон доларів[3].
- 4 серпня
  - За допомогою дронів із вибухівкою здійснено замах[en] на президента Венесуели Ніколаса Мадуро[4].
- 5 серпня
  - Представники двох народностей Південного Судану — нуер та динка — підписали мирову угоду. Вона має закінчити громадянську війну, що триває в країні п'ять років[5].
  - Внаслідок землетрусу[en] в Індонезії магнітудою 6,9 бала загинуло понад 90 людей[6]. Це другий землетрус за останній тиждень.
- 7 серпня
  - Компанія Google випустила нову, дев'яту версію, своєї мобільної ОС Android — Android Pie[7].
- 10 серпня
  - Розгорівся скандал, через те, що режисери фільму «Птах душі» ухвалили рішення вирізати зі стрічки епізод із судом над Василем Стусом через обмеження хронометражу, де фігурує відомий український політик Віктор Медведчук, що був адвокатом поета у 1985 році[8].
  - У Румунії під час антикорупційних протестів 452 чоловіка зазнали травм[9]
  - FDA дозволила для клінічного використання перший лікарський препарат нового покоління патісіран, який блокує роботу мутованого білка на молекулярно-генетичному рівні в хворих на рідкісне спадкове захворювання.[10]
- 11 серпня
  - Часткове сонячне затемнення[en], що було видно в Північній і Західній Азії, Північній і Східній Європі та на півночі Північної Америки[11].
- 12 серпня
  - НАСА здійснило запуск зонда Parker Solar Probe для вивчення зовнішньої корони Сонця[12].
  - Після 22 років перемовин між 5 державами підписано Конвенцію про правовий статус Каспійського моря[13].
  - На першому в історії об'єднаному чемпіонаті Європи з літніх видів спорту[en], що завершився у шотландському Глазго та німецькому Берліні, українські спортсмени посіли 8-е загальнокомандне місце, завоювавши 26 медалей: 8 золотих, 13 срібних та 5 бронзових.[14][15].
- 14 серпня
  - У Генуї обвалилося 250 м автомобільного моста разом з автомобілями, загинуло 38 людей[16].
  - Помер український письменник, шевченківський лауреат Степан Пушик.
- 15 серпня
  - У Києві запрацював он-лайн прокат велосипедів Nextbike[17].
  - «Атлетіко (Мадрид)» переміг «Реал Мадрид» у матчі за Суперкубка УЄФА, який пройшов на стадіоні «А. Ле Кок Арена» в Таллінні[18].
  - Google запустила у США хмарний сервіс Google One, який прийде на зміну Drive[19].
  - Росіяни зробили небезпечну спробу заблокувати українські чорноморські торговельні шляхи на додачу до блокади Азовських портів[20].
- 17 серпня
  - У Польщі під час ДТП із автобусом постраждало 54 українці, з них троє загинуло[21].
- 18 серпня
  - У київському торговому центрі Lavina Mall відкрився перший в Україні магазин H&M[22].
  - Після нетривалої хвороби у віці 80 років помер колишній генеральний секретар ООН Кофі Аннан[23].
- 21 серпня
  - Чехія визнала окупацією придушення «Празької весни» силами Організації Варшавського договору у 1968 році[24].
  - Виповнилося 100 діб від початку голодування ув'язненого в РФ українського кінорежисера Олега Сенцова, по всьому світу цього дня тривають акції підтримки[25][26][27][28][29]
- 23 серпня
  - День Державного Прапора України. Відбулися святкові заходи в Україні та за її межами. З нагоди свята у м. Дніпро Президент України Петро Порошенко підняв найбільший національний стяг — 12х18 метрів[30].
- 24 серпня
  - День Незалежності України, в Києві відбувся військовий парад з цієї нагоди за участі військової авіації та 300 іноземних військових з 18 країн.[31].[32]
- 25 серпня
  - Помер американський сенатор, активний лобіст України, Джон Маккейн[33].
- 26 серпня
  - Тисячі людей вийшли на антиурядовий протест у столиці Молдови, Кишиневі.[34]
- 29 серпня
  - Під посольством Російської Федерації у Києві встановили 366 білих хрестів в знак пам'яті про жертв Іловайської трагедії[35].
  - Місто Київ посіло 15-те місце за кількістю фото на мікростоку DreamsTime.com[en] (29 серпня)[36].
- 30 серпня
  - Українець Василь Ломаченко визнаний  британським спортивним порталом «Sky Sports» найкращим боксером на планеті незалежно від вагової категорії[37]
  - Помер радянський і російський співак Йосип Кобзон[38].
  - Президент України Петро Порошенко призначив трьох суддів Верховного суду України [39]
- 31 серпня
  - Лідер терористичної організації ДНР Олександр Захарченко загинув у результаті вибуху у ресторані в центрі Донецька[40]